# 엄청나게 시끄럽고 믿을 수 없게 가까운
《엄청나게 시끄럽고 믿을 수 없게 가까운》(Extremely Loud and Incredibly Close)은 2005년에 출판된 조너선 사프란 포어의 소설이다.